# Лещев (Ленинский район)
Лещев — хутор в Ленинском районе Волгоградской области, в составе Покровского сельского поселения.

## История
Дата основания не установлена. Хутор Лещев значится в списке населённых пунктов Среднеахтубинского района по состоянию на 1928 году. В 1935 году хутор Лещев в составе Репинского сельсовета был передан Краснослободскому району Сталинградского края (с 1936 года — Сталинградской области).
Вплоть до 1940 года хутор Лещев значился в списках населённых пунктов Краснослободского района. С 1945 года значится в спиcках населённых пунктов Ленинского района (в составе Покровского сельсовета). Дата передачи в состав Ленинского района не установлена.

## География
Хутор расположен в пределах Волго-Ахтубинской поймы, являющейся частью Прикаспийской низменности, примерно в 2,3 км от левого берега Волги. Хутор окружён пойменными лесами и озёрами, расположен на высоте около 10 метров ниже уровня моря.
По автомобильным дорогам расстояние до областного центра города Волгограда составляет 59 км, до районного центра города Ленинск - 43 км, до административного центра сельского поселения села Покровка - 8,7 км. Ближайший населённый пункт хутор Громки Светлоярского района расположен в 4 км к западу от Лещева.
Часовой пояс
Лещев, как и вся Волгоградская область, находится в часовой зоне МСК (московское время). Смещение применяемого времени относительно UTC составляет +3:00.

## Население
Динамика численности населения по годам:
| 1936 | 1987 | 2002 | 2010 |
| ---- | ---- | ---- | ---- |
| 55   | ≈280 | 199  | 181  |